# Marie Tharp
Marie Tharp (Ypsilanti, 30 luglio 1920 – Nyack, 23 agosto 2006) è stata una geologa e oceanografa statunitense che, in collaborazione con Bruce Heezen, redasse la prima mappa dettagliata del fondale oceanico rivelando la presenza della Dorsale medio atlantica.

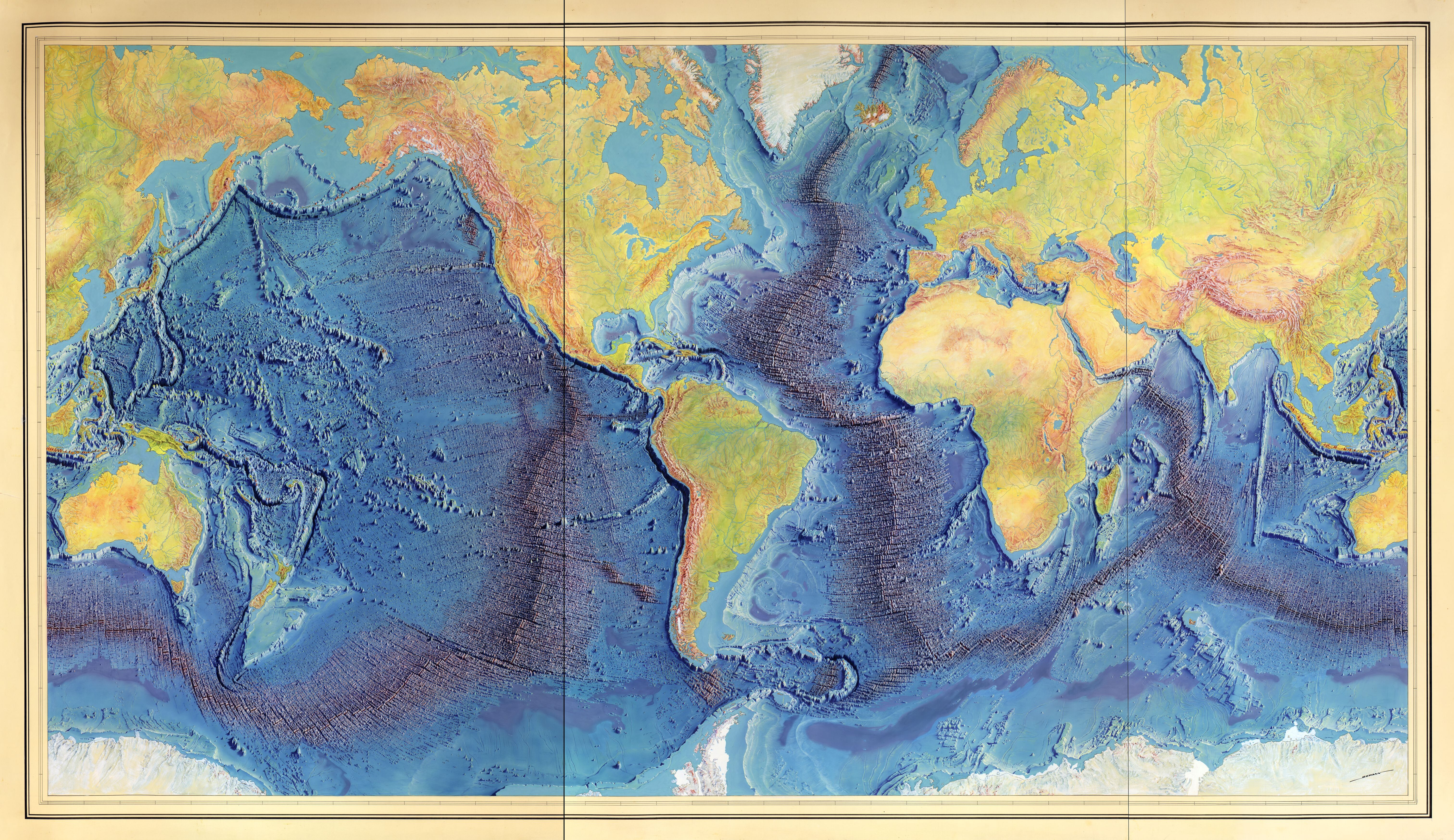
Mappa del fondale oceanico disegnata a mano da Tharp e Heezen.

Il lavoro della Tharp ha contribuito in maniera decisiva all'accettazione da parte della comunità scientifica della teoria della tettonica a placche, comportando così uno stravolgimento nelle discipline delle scienze della Terra.

## Biografia
Marie Tharp nacque dall'unione di Bertha Louise Tharp, un'insegnante di tedesco e latino, e William Edgar Tharp, geometra impiegato presso il Dipartimento dell'Agricoltura degli Stati Uniti d'America. Marie seguiva spesso il padre nei suoi impegni lavorativi, e ciò le permise di apprendere i primi rudimenti di cartografia.
A causa del lavoro del padre, Marie e la sua famiglia si trasferivano continuamente. Quando nel 1931 il padre si ritirò dall'attività lavorativa, Marie aveva frequentato più di 20 scuole pubbliche in Alabama, Iowa, Michigan e Indiana. Nel 1931 Marie e la sua famiglia si stabilirono in una fattoria a Bellefontaine, Ohio, dove poco tempo dopo Marie ottenne il diploma di scuola media superiore.

### Studi
Spinta dalla madre, Marie prese un anno sabbatico prima di andare al college. All'epoca, pensava di seguire le orme materne e diventare anche lei un'insegnante. Il padre le suggerì di scegliere una materia che non solo la appassionasse, ma che le permettesse allo stesso tempo di trovare lavoro e una stabilità economica. Studiò dapprima presso la Ohio University, con indirizzo Inglese e musica. Successivamente presso l’Università del Michigan dove conseguì la laurea in geologia. All'epoca, le donne rappresentavano solo il 4% del totale di laureati nel settore.
Durante la seconda guerra mondiale molte più donne poterono accedere alle discipline e alle professioni fino ad allora occupate quasi esclusivamente dagli uomini, come per esempio la geologia. Avendo seguito un corso di geologia all'Università dell'Ohio, Marie Tharp venne infatti accettata dall'Università del Michigan per seguire il programma di geologia petrolifera.
Dopo aver conseguito il master in geologia petrolifera, la Tharp venne assunta dalla Standard Oil and Gas nella città di Tulsa, Oklahoma, ma trovò subito il lavoro poco soddisfacente. All'epoca, infatti, alle donne non era consentito partire in missione alla ricerca di gas o petrolio. Tharp venne quindi confinata in un ufficio, dove i suoi compiti principali erano di collezionare le mappe e i dati che sarebbero poi serviti agli uomini durante le loro missioni sul campo. Contemporaneamente al suo lavoro di geologa alla Standard Oil & Gas Company, la Tharp si iscrisse alla facoltà di matematica dell'Università di Tulsa. Ottenuta la laurea in matematica nel 1948, la Tharp aveva ormai trascorso quasi 4 anni in Tulsa e decise di cambiare rotta.

### Carriera

Collezione di carte del fondale oceanico realizzata da Tharp e Heezen.

Nel 1948 si trasferì a New York presso il Lamont Geological Laboratory (adesso Lamont-Doherty Earth Observatory) presso la Columbia University dove incontrò Bruce Heezen con il quale intraprese una proficua e duratura collaborazione. Impiegata inizialmente come disegnatrice di mappe lavorò sulla individuazione di aerei militari abbattuti sul mare durante la II Guerra mondiale utilizzando fotografie sottomarine. Per i successivi 18 anni lavorò alla redazione di mappe del fondo oceanico durante i quali, mentre Heezen raccoglieva dati a bordo della nave oceanografica Vema, Tharp li elaborava graficamente. Nello stesso periodo ed in quelli successivi Tharp utilizzò, nella costruzione delle mappe del fondo oceanico, dati provenienti da altre fonti quali quelli della Woods Hole Oceanographic Institution e dati sismometrici rivenienti da terremoti sottomarini. Tharp e Heezen pubblicarono la loro mappa del fondo del Nord Atlantico nel 1957 e successivamente nel 1977 (casualmente anno della morte di Heezen) quella di tutti gli oceani.
La pubblicazione della mappa dei fondali dell'Oceano Atlantico, che evidenziava la presenza della dorsale oceanica, come supplemento allegato al numero di giugno del National Geographic rappresentò un punto fermo nella nuova conoscenza degli oceani che l'oceanografia stava sviluppando ed un forte supporto allo sviluppo della moderna teoria della tettonica a zolle Tharp rimase presso la Columbia University sino al 1983, anno del suo pensionamento, dopo di che lanciò una propria società commerciale di distribuzione di mappe. Nel 1995 donò la sua collezione di carte alla Map and Geography Division della Biblioteca del Congresso.

### La teoria della deriva dei continenti
Agli inizi degli anni '50 gli scienziati conoscevano davvero poco della struttura del fondale oceanico. Lo studio della geologia della terra emersa era più economico e più semplice da effettuare, ma per poter comprendere appieno la struttura della Terra non si poteva ignorare lo studio della struttura e dell'evoluzione del fondale oceanico.
Nel 1952, la Tharp allineò dei profili acustici acquisiti da Atlantis tra il 1946 e il 1952, e un profilo acustico acquisito dalla nave militare Stewart nel 1921. La Tharp creò un totale di sei profili che attraversavano da ovest a est l'oceano Atlantico del nord. Grazie a questi profili, fu capace di esaminare la batimetria delle sezioni settentrionali della dorsale medio atlantica. Tharp identificò e allineò la struttura a 'v' che corre lungo l'asse della dorsale e suppose che potesse trattarsi di una rift valley. Suppose che tale rift si fosse formato dalla superficie dell'oceano che veniva spinta in direzioni opposte. 
Heezen non supportò inizialmente l'intuizione della Tharp, in quanto tale idea avrebbe favorito la teoria del rift continentale, all'epoca controversa. In quel periodo molti scienziati, incluso Heezen, credevano che il drift continentale non potesse esistere. Per un certo periodo di tempo, Heezen supportò l'ipotesi dell'espansione terrestre, sminuendo l'idea della Tharp e considerandola un 'gossip di ragazza'.
All'interno di un progetto riguardante le correnti di torbidità e i terremoti marini, Heezen assunse Howard Foster per tracciare su mappa la localizzazione degli epicentri dei terremoti della crosta oceanica. La creazione di questa mappa con gli epicentri dei terremoti si dimostrò essere un dataset utile per esaminare la batimetria della dorsale medio-atlantica. Quando la mappa di Foster venne sovrapposta al profilo della dorsale della Tharp, divenne chiaro che i terremoti si localizzavano lungo il suddetto rift ipotizzato dalla Tharp. Heezen non poté che accettare l'ipotesi della Tharp e si interessò alle teorie alternative della tettonica a placche e della deriva dei continenti.
Tharp e Heezen pubblicarono la loro prima mappa fisiografica del Nord Atlantico nel 1957. Tuttavia, il nome della Tharp non appare in alcun articolo sulla teoria della tettonica a placche che Heezen e altri scienziati pubblicarono tra il 1959 e il 1963. Tharp continuò a lavorare con studenti e dottorandi per mappare ulteriormente la parte centrale del rift. Tharp notò che il rift si estendeva fino all'oceano Sud Atlantico e trovò una struttura simile anche nell'Oceano Indiano, nel Mar Arabico, nel Mar Rosso e nel Golfo di Aden, da cui l'idea che potesse esservi una dorsale oceanica globale.
Successivamente, Tharp e Heezen, in collaborazione con il pittore paesaggista austriaco Heinrich Berann, realizzarono la mappa dell'intero fondale oceanico, pubblicata nel 1977 da National Geographic con il titolo Il fondale Oceanico Mondiale. Sebbene negli anni successivi la Tharp abbia ottenuto dei riconoscimenti e l'attribuzione del lavoro sulla dorsale medio atlantica, fu Heezen nel 1956 a ricevere il credito della scoperta fatta.

### Ritiro dalla vita lavorativa e ultimi anni
Dopo la morte di Heezen, la Tharp continuò a lavorare per l'Università della Columbia fino al 1983, anno in cui avviò un'impresa di distribuzione mappe in South Nyack durante gli anni della pensione. La Tharp donò la sua collezione di mappe e appunti alla Map and Geography Division della Biblioteca del Congresso nel 1995. Nel 1997, la Tharp ricevette due onorificenze dalla Biblioteca del Congresso, che la acclamò una dei quattro più grandi cartografi del XX secolo e incluse il suo lavoro in una esposizione per il 100º anniversario della Map and Geography Division. Nel 2001, la Tharp fu insignita del premio Lamont-Doherty Heritage per il lavoro di tutta la vita come pioniera dell'oceanografia. Marie Tharp morì di cancro a Nyack, New York nell'agosto del 2006 all'età di 86 anni.

### Vita privata
Nel 1948, Tharp sposò David Flanagan e si trasferì con lui a New York. Divorziarono nel 1952.

## Nella cultura di massa
Marie Tharp appare nell'episodio The Lost Worlds of Planet Earth del documentario Odissea nello Spazio di Neil deGrasse Tyson. L'episodio racconta la scoperta della dorsale medio-atlantica. L'episodio si conclude con Neil deGrasse Tyson che afferma che la Tharp non è soltanto una scienziata autorevole, ma anche una scienziata che si è battuta contro il sessismo per poter contribuire nel suo campo.
A Marie Tharp la UAI ha intitolato il cratere lunare Tharp.